# Gans zu Putlitz

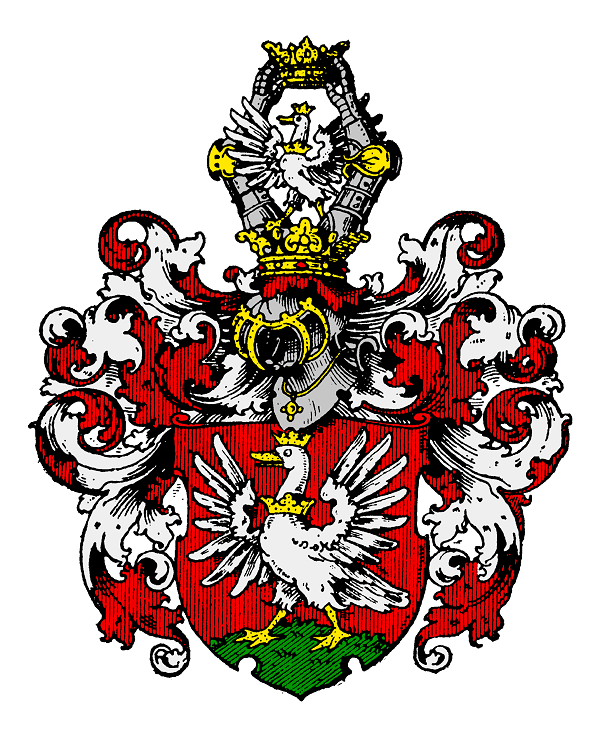
Wappen der Gans Edle Herren zu Putlitz

Gans im Wappen der Stadt Putlitz

Die noch heute bestehende Familie Gans Edle Herren zu Putlitz gehört zum märkischen Uradel. Seit dem Spätmittelalter war sie die einflussreichste Familie in der Prignitz. Sie wird erstmals in einer Urkunde von Friedrich Barbarossa erwähnt, wahrscheinlich aus dem Jahre 1178: Johannes Gans, „baro“ in der Wische.

## Geschichte
Im Ergebnis des Wendenkreuzzuges 1147 brachte der Ritter Johannes Gans das ganze Flussgebiet der zur Elbe fließenden Stepenitz unter seine Herrschaft. Er und seine Nachfahren bauten hier – wie im Süden der Prignitz die Edlen von Plotho – neben den Bischöfen von Havelberg einen ausgedehnten unabhängigen Herrschaftsbereich auf, der neben der terra Putlitz, über die der Bischof von Havelberg die Lehnshoheit ausübte, auch die terrae Perleberg, Wittenberge, Lenzen, Pritzwalk und Grabow umfasste.

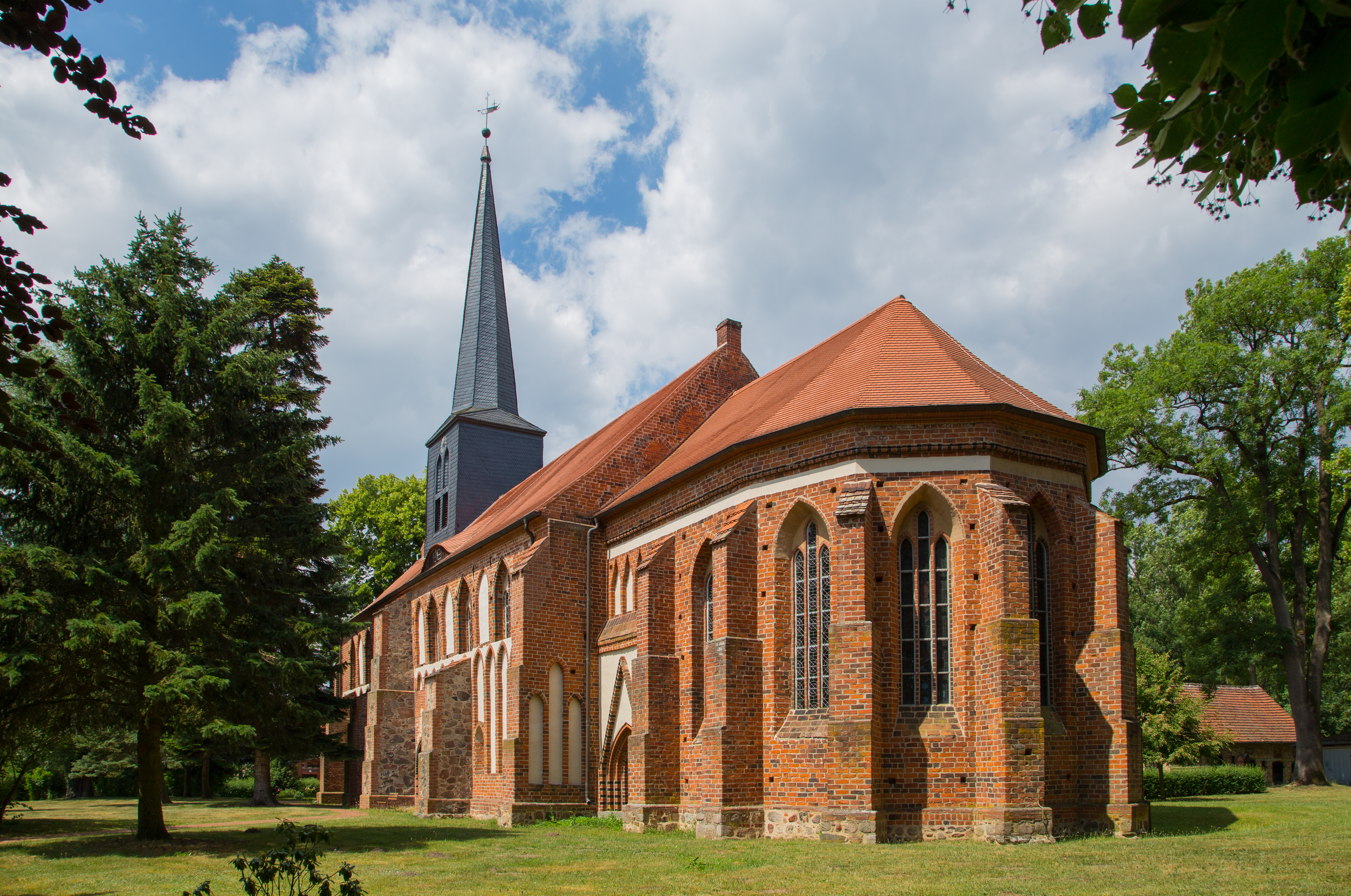
Kloster Marienfließ, gegründet 1231

In diesen Gebieten nahmen die „Gänse“ landesherrliche Rechte in Anspruch, leiteten das Besiedlungswerk der Lokatoren, gründeten Burgen und die Städte Perleberg, Wittenberge und Putlitz sowie als Abschluss ihres Kolonisationswerkes 1231 das Zisterzienserinnen-Nonnenkloster Marienfließ im äußersten Norden der Herrschaft Putlitz als Hauskloster und Grablege.
Die Gans gehörten als einzige der Prignitzer Familien bis in die Mitte des 13. Jahrhunderts dem Herrenstand an und waren in Verträgen und Beschlüssen fürstlichen und gräflichen Ständen gleichgestellt. Seit der Verleihung im Jahr 1373 besaß das Haus ununterbrochen die Reichserbmarschall-Würde der Kurfürsten von Brandenburg. Aus Stolz (und oft auch finanziellen Gründen) lehnten Teile der Familie die – oft gekaufte und dadurch desavouierte – Erhebung in den Freiherren- und Grafenstand bis in die jüngere Zeit ab; im Königreich Preußen wurden sie jedoch bis 1918 dem Freiherrenstand zugerechnet. Noch in der Deutschen Demokratischen Republik hielten Nachfahren ihren alten Titel „zu Putlitz“ aufrecht.
Heutige Familienmitglieder bemühen sich erfolgreich um die Restaurierung ehemaliger familiärer Kulturgüter, wie beispielsweise des barocken Schlosses Wolfshagen.

### Aus der Altmark

#### Wendenkreuzzug

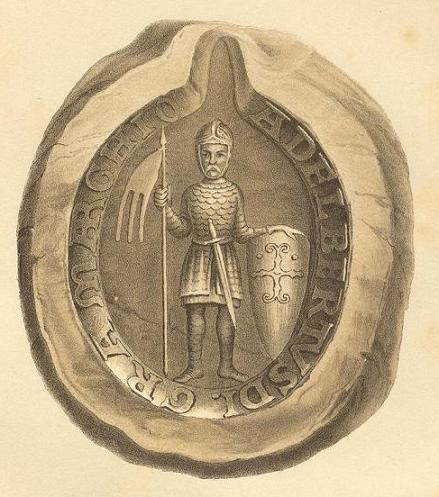
Siegel Albrecht des Bären, Inschrift:
Adelbertus Di. gra marchio

Der Aufstieg der Familie Gans zu Putlitz ist verbunden mit der Eroberung der Mark Brandenburg durch den Askanier und ersten Markgrafen Albrecht der Bär und dem anschließenden Landesausbau.
Die ostelbische Prignitz zählt zu den ältesten Gebieten der Mark Brandenburg, die noch vor der Gründung der Mark im Jahr 1157 durch Albrecht unter die Herrschaft der Askanischen Dynastie kam. Von der benachbarten westelbischen Altmark, die zum Stammland der Askanier gehörte, führte Albrecht 1147 gemeinsam mit seinen Söhnen Otto I. und Hermann ein rund 60.000 Mann starkes Heer durch die heutige Prignitz Richtung Stettin gegen die Lutizen, einen Richtung Südosten ansässigen Slawenstamm. Zeitgleich zog Albrechts späterer Erzfeind Heinrich der Löwe mit rund 40.000 Mann nach Norden gegen die Abodriten.
In der Folge dieses sogenannten Wendenkreuzzuges setzten sich laut Albrecht-Biograf Lutz Partenheimer „unter dem Zeichen des Kreuzes auch kleinere Dynastien auf dem ostelbischen Boden der Nordmark fest […]. Die Erkenntnis, daß er diese angesichts der vielen anderen am slawischen Gebiet interessierten Mächte auf Dauer wohl nicht würde allein behaupten können, dürfte durch den Slawenfeldzug bei Albrecht dem Bären gefördert worden sein.“

#### Johannes Gans
Einer der Ritter, die den Wendenkreuzzug zum Gebietsgewinn nutzten, war Johannes Gans, der ebenfalls aus der Altmark kam und am Flusslauf der Stepenitz die Adelsdynastie Gans zu Putlitz begründete.
In einem Brief vom Januar 2005 teilt ein Nachfahre, Gebhard zu Putlitz, als „historisch belegte Herkunft des Namens“ mit: In der Folge des Landesausbaus „wurde die Prignitz vom Bischof von Havelberg und kleineren Territorialherren“ eingenommen. Unter diesen war ein Ritter Johannes, der nach seinem Besitz in der Altmark, der Gänseburg bei Pollitz, zwischen Wittenberge und Schnackenburg gelegen, den Übernamen »Gans« trug und auf seine Nachfahren weiter vererbte. In seinem Wappen führte er auf rotem Schild eine auffliegende silberne Gans auf grünem Dreihügel. Die Herkunftsburg, die Gänseburg bei Pollitz, dürfte ein größerer befestigter Hof gewesen sein, in dem die großbäuerliche Familie sehr wahrscheinlich eine erfolgreiche Gänsezucht betrieben hatte, die ihr nach vorhandenen Belegen einiges Ansehen und Zugang zu „höheren Kreisen“ eingebracht hatte. Von der Gänseburg existiert heute nur noch ein großer mit Bäumen bewachsener Erdhügel.
Die Nachfahren des Johannes nannten sich je nach ihren Besitzungen Gans von Wittenberge, Gans von Perleberg oder Gans zu Putlitz. Alle drei Städte sind Gründungen der Familie, die in Teilen ihrer Gebiete vorübergehend landesherrliche Rechte in Anspruch nahm (in der terra Putlitz unter der Lehnshoheit des Bischofs von Havelberg) und die Besiedlung der Gebiete leitete. Der bis heute bestehende Familienzweig sind die „Gans, Edle Herren zu Putlitz“.

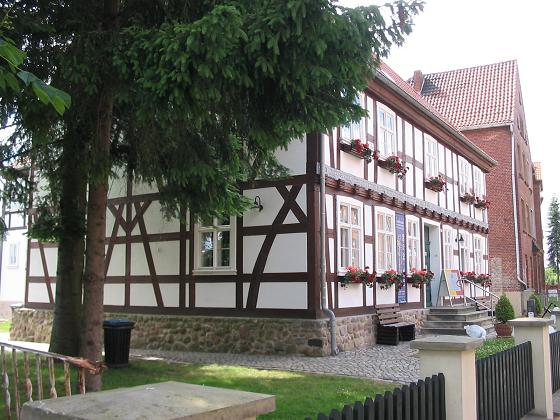
„Alte Burg“ der Gänse in Wittenberge, heute Stadtmuseum
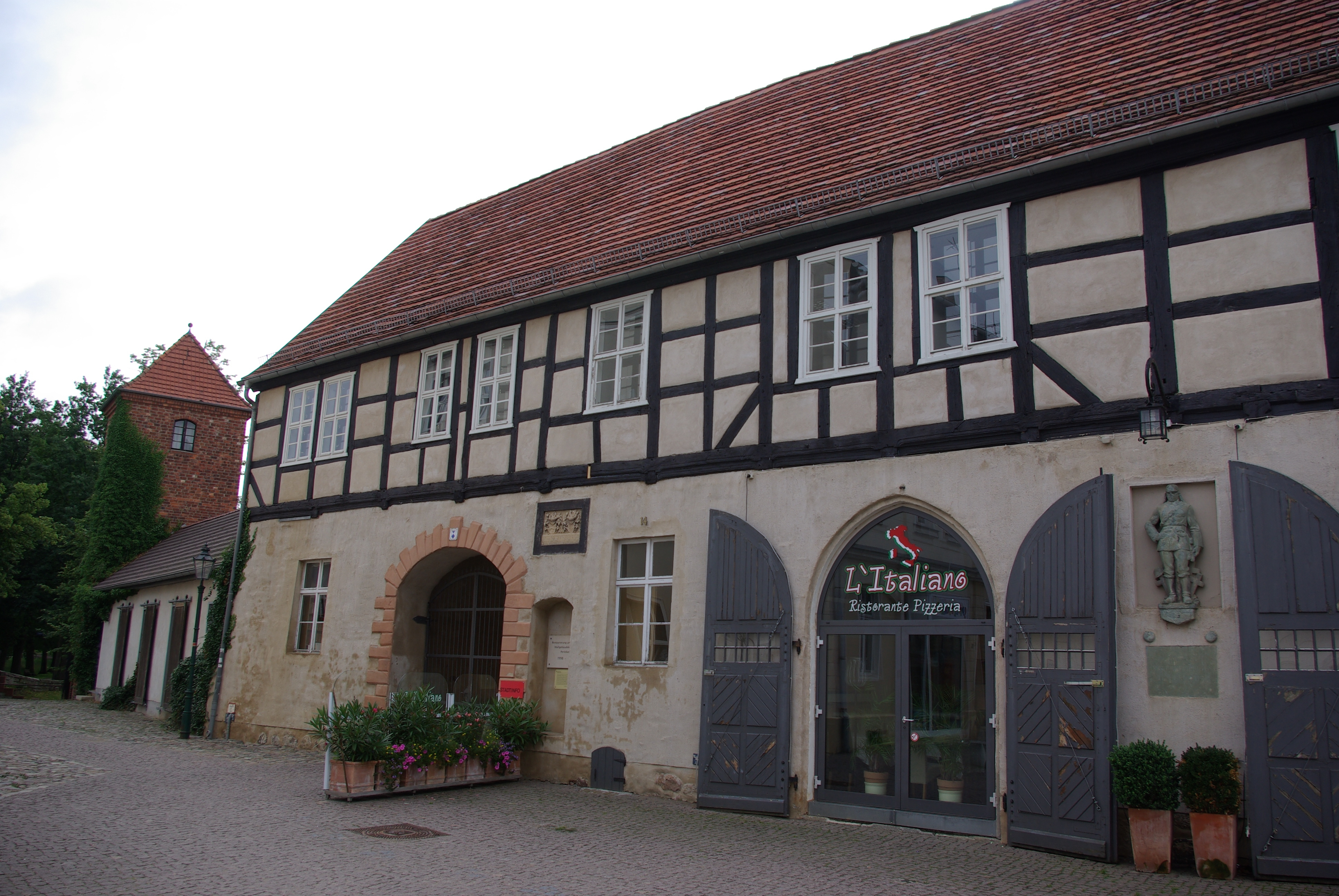
Wallgebäude, Überrest der „Gänseburg“ in Perleberg
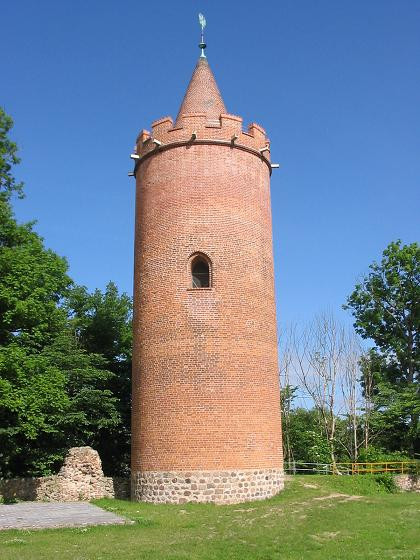
Turm der „Gänseburg“ in Putlitz

### Die Gänse zu Perleberg
Im Zuge der deutschen Besiedlung nach der Eroberung der ostelbischen Gebiete der späteren Mark Brandenburg wurde Perleberg unter Obhut der Familie Gans gegründet und erhielt am 29. Oktober 1239 das Salzwedeler Stadtrecht verliehen. Die älteste urkundliche Erwähnung stammt allerdings vom März 1239, als Johann Gans den Schuhmachern das Privileg erteilt. Nach der Schlacht bei Bornhöved (1227), bei der die Familie Gans die Dänen gegen die Grafen von Schwerin und die Brandenburger Markgrafen unterstützt hatte, fiel die terra Perleberg an die Grafschaft Schwerin. Das Gebiet nahm Johann Gans, der Stadtherr Perlebergs, von den Grafen zu Lehen. 1275 erwarben die Söhne Ottos III. von Brandenburg die Lehnsherrlichkeit über Perleberg von den Grafen von Schwerin. Gegen Ende des 13. Jahrhunderts erlischt mit dem Tode Johann Gans’ die Linie der Gänse, Herren zu Perleberg. Perleberg fiel als erledigtes Lehen an die Markgrafen und wurde zu einer Immediatstadt.

### Die Gänse zu Wittenberge
Wittenberge wird als Wittemberg am 22. Juli 1300 urkundlich erwähnt, als der Stadtherr Otto I. Gans die Rechte Wittenberges als Stadt bestätigt. Die Gänse erhoben hier ursprünglich den Elbezoll. Den Zweig Wittenberge konnte die Familie zwar bis zum Verkauf im Jahr 1781 bewahren, er gewann aber nicht die Bedeutung des Putlitzer Zweiges.

### Die Gänse zu Putlitz
Am einflussreichsten war der – bis heute blühende – Putlitzer Familienzweig. Stammsitz des Familienzweiges zu Putlitz war die Burg Putlitz in der heutigen gleichnamigen Stadt. Der Turm der späteren mittelalterlichen Burg ist noch vorhanden. Der Namenszusatz zu Putlitz ist der Stadt entlehnt und geht nicht auf die Gänseburg Pollitz in der Altmark zurück. Bereits 946 fand in einer Urkunde des Bistums Havelberg die Burg Pochlustim Erwähnung, deren Name mit unklarer Etymologie wahrscheinlich aus dem Slawischen kommt.

#### Chronologie

##### Johann Gans zu Putlitz

Johann Gans zu Putlitz,
Büste in der Siegesallee, Berlin, Denkmalgruppe 3. Dargestellt mit Modell der Klosterkirche Marienfließ und Stiftungsurkunde.

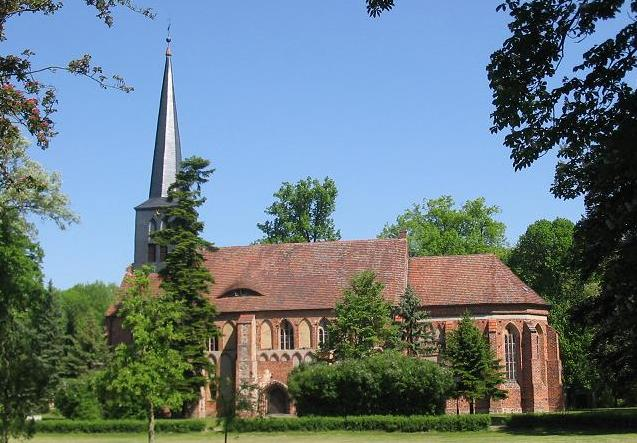
Kirche Kloster Marienfließ

Das Kolonisationswerk des Putlitzer Familienzweigs brachte der Ritter Johann Gans zu Putlitz, der auf der Burg Putlitz residierte, 1231 mit der Stiftung des Zisterzienserinnen Klosters Marienfließ im äußersten Norden der Prignitz zum Abschluss. Diese Klostergründung hatte zudem eine innerdeutsche Funktion zur Grenzsicherung gegen die Mecklenburger und Schweriner Grafen.
Ihre ursprüngliche Territorialhoheit über ausgedehnte Gebiete der Prignitz mussten die Edlen Gans zu Beginn des 13. Jahrhunderts zugunsten der Markgrafen von Brandenburg aufgeben, die nach Ausdehnung ihrer landesherrlichen Gewalt strebten. Infolge dieser Entwicklung sowie der Ergebnisse der brandenburgisch-dänischen Kämpfe von 1214 um die Vorherrschaft im Ostseeraum geriet Johann Gans zwischen die Fronten der großen Mächte und suchte das Weiterbestehen seiner Herrschaft durch ein Bündnis mit Dänemark zu sichern. Er verlor zwar im Ergebnis dieses Krieges die terrae Grabow an die Grafen von Schwerin, die terrae Pritzwalk und Lenzen an Markgraf Albrecht II. von Brandenburg und musste die terra Putlitz der Lehnshoheit der Havelberger Kirche unterstellen. Dagegen behielt er Perleberg und Wittenberge und konnte trotz aller Verluste die Unabhängigkeit seiner Stellung und den Weiterbestand der eigenen Herrschaft zunächst sichern. Nach der Säkularisation des Bistums Havelberg ging auch für die terra Putlitz, die Ende des 15. Jahrhunderts noch 35 Dörfer umfasste, die Lehnsherrschaft an den Kurfürsten über.
Johann Gans zu Putlitz hatte sich zum Ende des 12. Jahrhunderts eng mit dem Enkel von Albrecht dem Bären, dem Markgrafen Otto II. (1184–1205), verbunden, an dessen Seite ihm zu Ehren um 1900 in der ehemaligen Berliner Siegesallee eine Büste als Seitendenkmal errichtet wurde. Zwar musste er bereits zu Beginn des 13. Jahrhunderts die Landeshoheit einiger Gebiete zugunsten des askanischen Landesherren aufgeben und verlor nach zeitweiliger Anlehnung an die dänische Seite nach der Schlacht bei Bornhöved am 27. Juli 1227 das Land Grabow an die Schweriner Grafen sowie die Länder Pritzwalk und Lenzen an Ottos Bruder und Nachfolger Albrecht II. (1205–1220), jedoch behielt er die Herrschaft im Kerngebiet Putlitz, unter der bischöflichen Havelberger Lehnshoheit, und die Familie Gans konnte diese über Jahrhunderte sichern (siehe Kloster Marienfließ). Die Städte Putlitz und zu diesem Zeitpunkt auch noch Wittenberge blieben im Gegensatz zu der sich im 14. Jahrhundert herausbildenden Autonomie der sogenannten Immediatstädte (unmittelbar) als Mediatstädte (mittelbar) unter der Kontrolle, Gerichtsbarkeit und Außenvertretung derer zu Putlitz.

##### Säkularisation und Stein-Hardenbergsche Reformen
Mit der Säkularisation des Bistums Havelberg im Zuge der Reformation ging die Lehnsherrschaft an die Hohenzollern über, die seit 1415 als Kurfürsten über die Mark Brandenburg herrschten. Die allmähliche Umwandlung zur gutsherrlichen Eigenwirtschaft im 16. Jahrhundert führte zur Konzentration der Besitzungen auf kleinere Einheiten mit den drei Zentren Putlitz, Wolfshagen und Nettelbeck (heute Ortsteil von Putlitz).
Der Dreißigjährige Krieg (1618–1648) wütete in Mecklenburg, Vorpommern und in der Prignitz besonders heftig. Das ohnehin dünn besiedelte Gebiet verwaiste in großen Teilen, Burgen und Schlösser wurden zerstört und mit ihnen viele Archive, so dass die Quellenlage über die Güter in der Prignitz vor 1600 verhältnismäßig spärlich ist. Nach den Wirren und Gräueln des Krieges kam es in großen Teilen des Landstrichs praktisch zu einer Neubesiedlung. Durch die Aneignung öder oder wüster Dörfer, Landstriche oder auch gutsherrlicher Besitztümer, dem Bauernlegen, konnten viele Gutsherren ihre Gebiete vergrößern, bis ein Gesetz im Jahr 1709 diese Praxis in Preußen beendete. Ende des 17. Jahrhunderts besaß die Familie Gans zu Putlitz im Raum Putlitz/Wolfshagen 56 Siedlungen beziehungsweise Teile von Siedlungen, darunter 18 wüste Feldmarken.
Von 1771 bis 1787 ließ Albrecht Gottlob Gans Edler Herr zu Putlitz das Schloss Wolfshagen als spätbarocke Zweiflügelanlage (zum Bau des geplanten dritten Flügels kam es nicht mehr) auf den Gewölben einer ursprünglich Gans’schen Wasserburg, die später zu einem vierflügeligen Renaissance-Schloss ausgebaut worden war, errichten, die nach dem Dreißigjährigen Krieg verfallen war. Die Reformen der ländlichen Rechtsverhältnisse mit der Neuregelung der traditionellen feudalen Lastensysteme durch die Stein- und Hardenbergschen Reformen zu Beginn des 19. Jahrhunderts bewältigte die Familie Gans zu Putlitz mit erneuten Umstrukturierungen des Besitzes. Im Zuge der Umwandlung in Gutswirtschaften konnte das Adelsgeschlecht sogar neue Güter oder Vorwerke begründen (Laaske, Retzin, Hellburg, Rohlsdorf, Klein Langerwisch, Horst, Dannhof) oder erwerben (Groß Langerwisch).
In der Zeit des Nationalsozialismus und während des Zweiten Weltkriegs blieben die Güter der Familie im Wesentlichen erhalten. Eine einheitliche soziale und politische Orientierung der inzwischen weit verzweigten Familie gab es in dieser Zeit nicht; ein Beispiel über die Tätigkeit des Hamburger Architekten und NSDAP-Mitglieds Erich Wilhelm Julius Freiherr Gans Edler Herr zu Putlitz (1892–1945) findet sich im Anhang unter „Nationalsozialistischer Baumeister“.

##### DDR und deutsche Wiedervereinigung

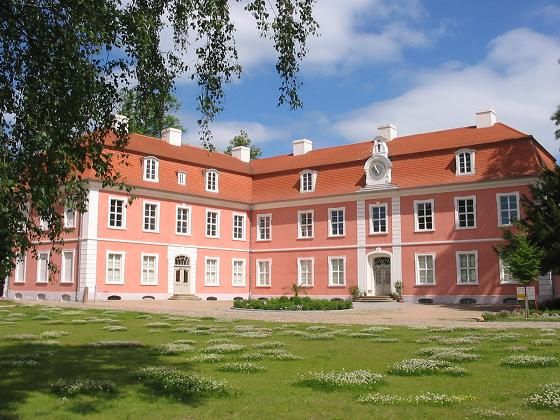
Schloss Wolfshagen (Prignitz)

Die Kerngebiete der Familie im Umfang von sieben Gütern hatten bis 1945 Bestand. Das Ende des Zweiten Weltkriegs brachte eine Zäsur für den gesamten ostelbischen Grundbesitz. Herrenhäuser wie Lenzen wurden abgebrochen oder zerstört, die Güter wurden ab Herbst 1945 mit der Bodenreform enteignet und aufgeteilt, die Besitzer wurden ausgewiesen. Dem sogenannten Neubauern-Programm von 1947 fielen weitere Gutshäuser wie Krams bei Kyritz zum Opfer. Wertvolle Kunstbestände und Archive der Adelshäuser gingen verloren.
Einige Gutshäuser und Adelshäuser überdauerten als Schulen, Kinderheim oder Wohnheim, verfielen jedoch aufgrund mangelnder Pflege zusehends oder wurden mit schmucklosen Anbauten verunstaltet, die Parks der Häuser verwahrlosten nahezu vollständig. Das bedeutendste Gebäude der Familie Putlitz, das zur DDR-Zeit als Schule genutzt wurde und so bestehen blieb, ist das heute vollständig renovierte, barocke Schloss Wolfshagen, dessen Park der Landschaftsarchitekt Peter Joseph Lenné angelegt hatte. An den Kosten der sachgerechten Restaurierung zwischen 2000 und 2003 haben sich neben der Europäischen Union, der Bundesrepublik Deutschland, dem Land Brandenburg und kommunalen, privatwirtschaftlichen sowie privaten Sponsoren auch Mitglieder der Familie Putlitz beteiligt.
Zum Verhältnis der ehemaligen Gutsbesitzer zur Bevölkerung und über ihre Ansprüche nach der deutschen Wiedervereinigung im Jahr 1990 bemerkte die Berliner Zeitung:

„Ein von Ribbek, der gleich zur Wende mit gutsherrlichem Besitzergestus in ‚sein‘ Dorf einritt, musste schnell erfahren, dass gestrige Patronate keine Chance mehr hatten. Dagegen stehen beeindruckende Beispiele tatkräftig vorgelebten Ethos: … der Augenarzt Bernhard von Barsewisch aus der Familie Gans Edle zu Putlitz in Groß Pankow und Wolfshagen … und noch viele andere kamen mit der Achtung vor dem im Osten gelebten Leben. Sie wollten kein Geld, sondern brachten welches mit aus ihren im Westen aufgegebenen sicheren Existenzen.“

Der angesprochene Bernhard von Barsewisch ist ein Sohn der Elisabeth Gans Edle Herrin zu Putlitz und baute im Gutshaus Groß Pankow, aus dem die DDR ein Krankenhaus gemacht hatte, nach dessen Rückkauf eine Augenklinik auf. Zuvor war er Leiter einer Augenklinik in München. Barsewisch ist auch der Initiator der Restaurierung und Museumsgründung von Schloss Wolfshagen sowie Mitglied in den Förderkreisen für Schloss Wolfshagen und Kloster Marienfließ. Er engagiert sich ferner für die Wiederherstellung der Gutsparks in Groß Pankow und Wolfshagen, über deren Geschichte und Zustand er zusammen mit Torsten Foelsch 2004 ein Buch veröffentlichte.

Schloss Wolfshagen mit intaktem Park und Stepenitz, Lithographie von 1857
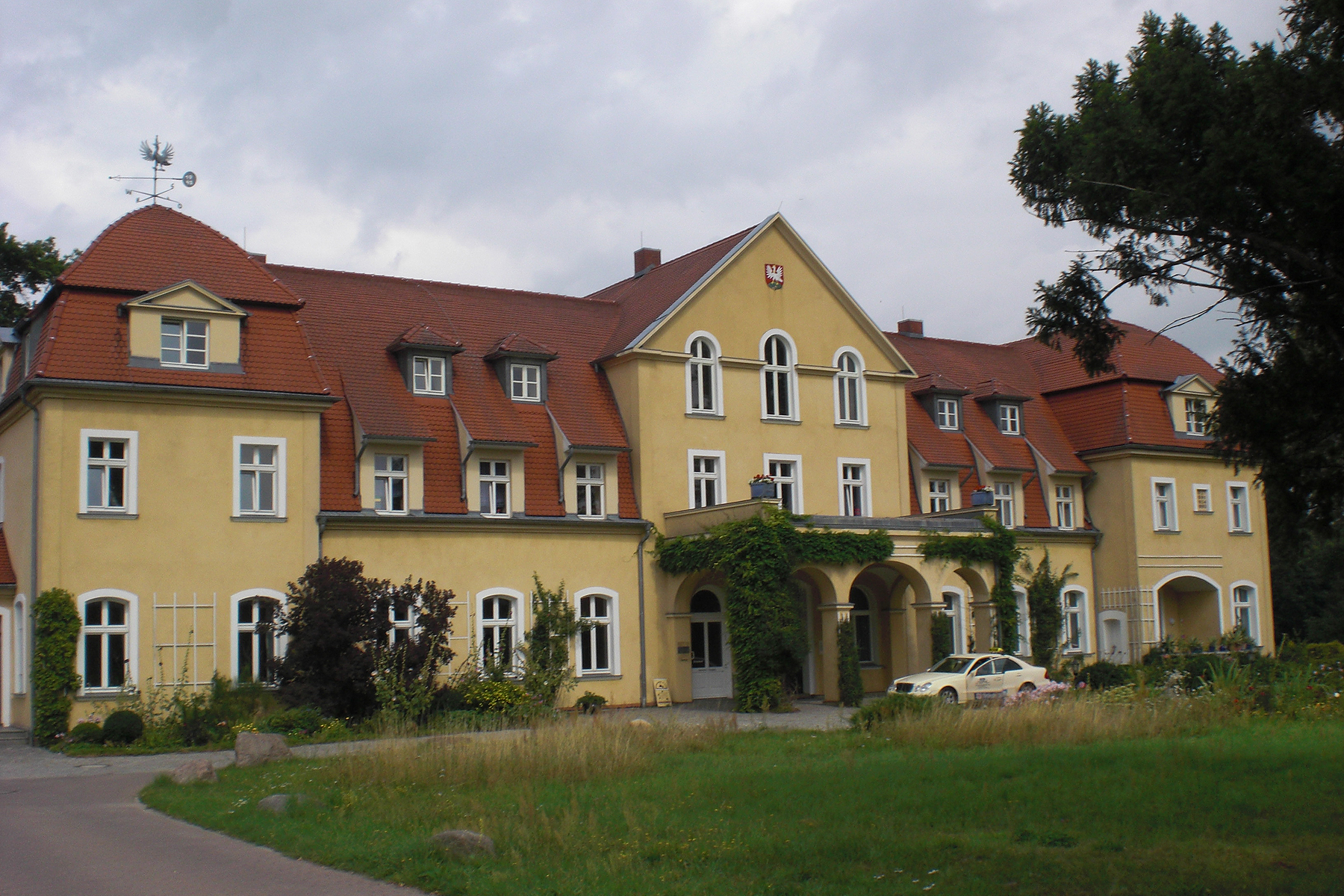
Gutshaus Groß Pankow (heute Augenklinik)
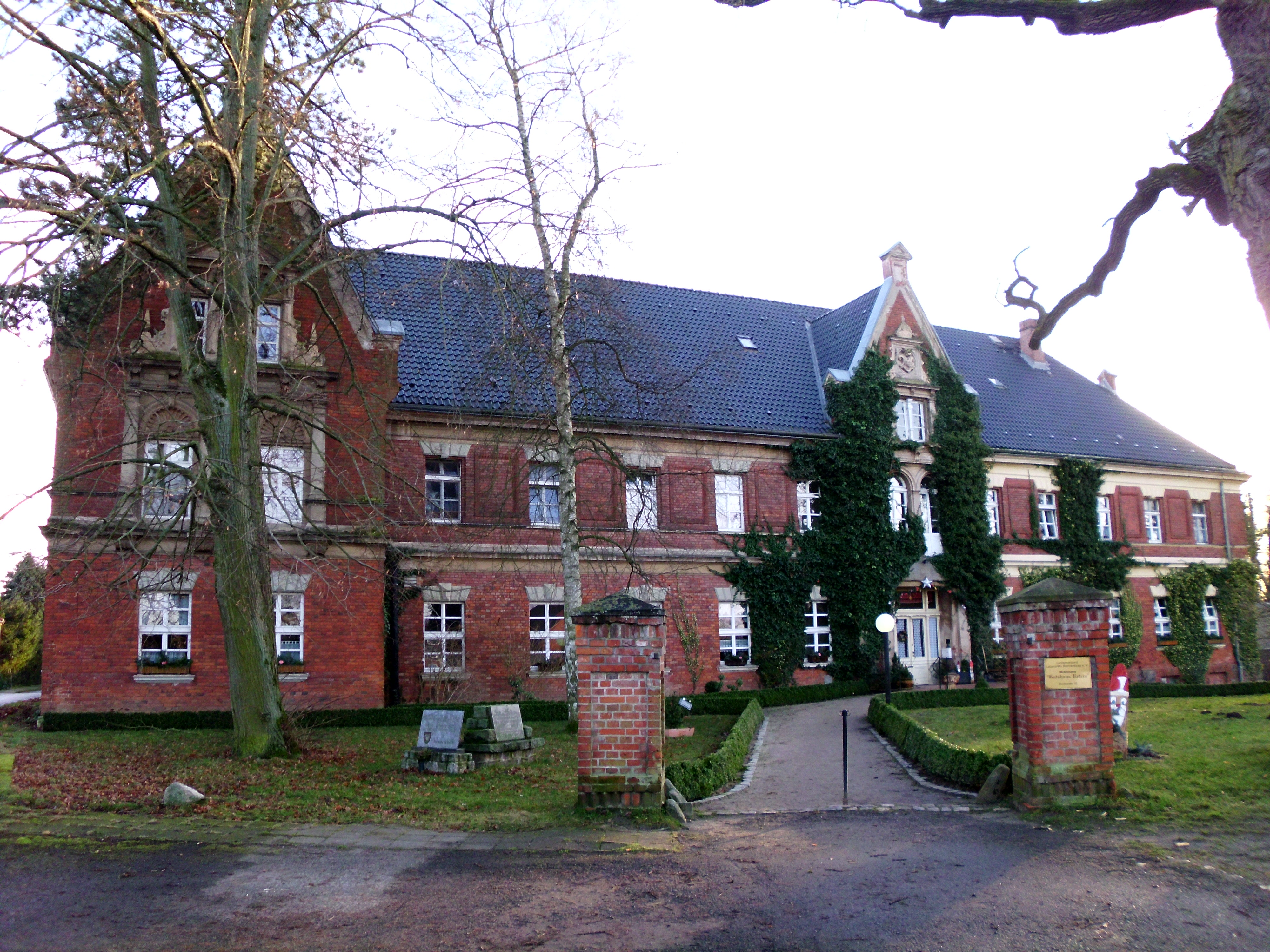
Schloss Retzin
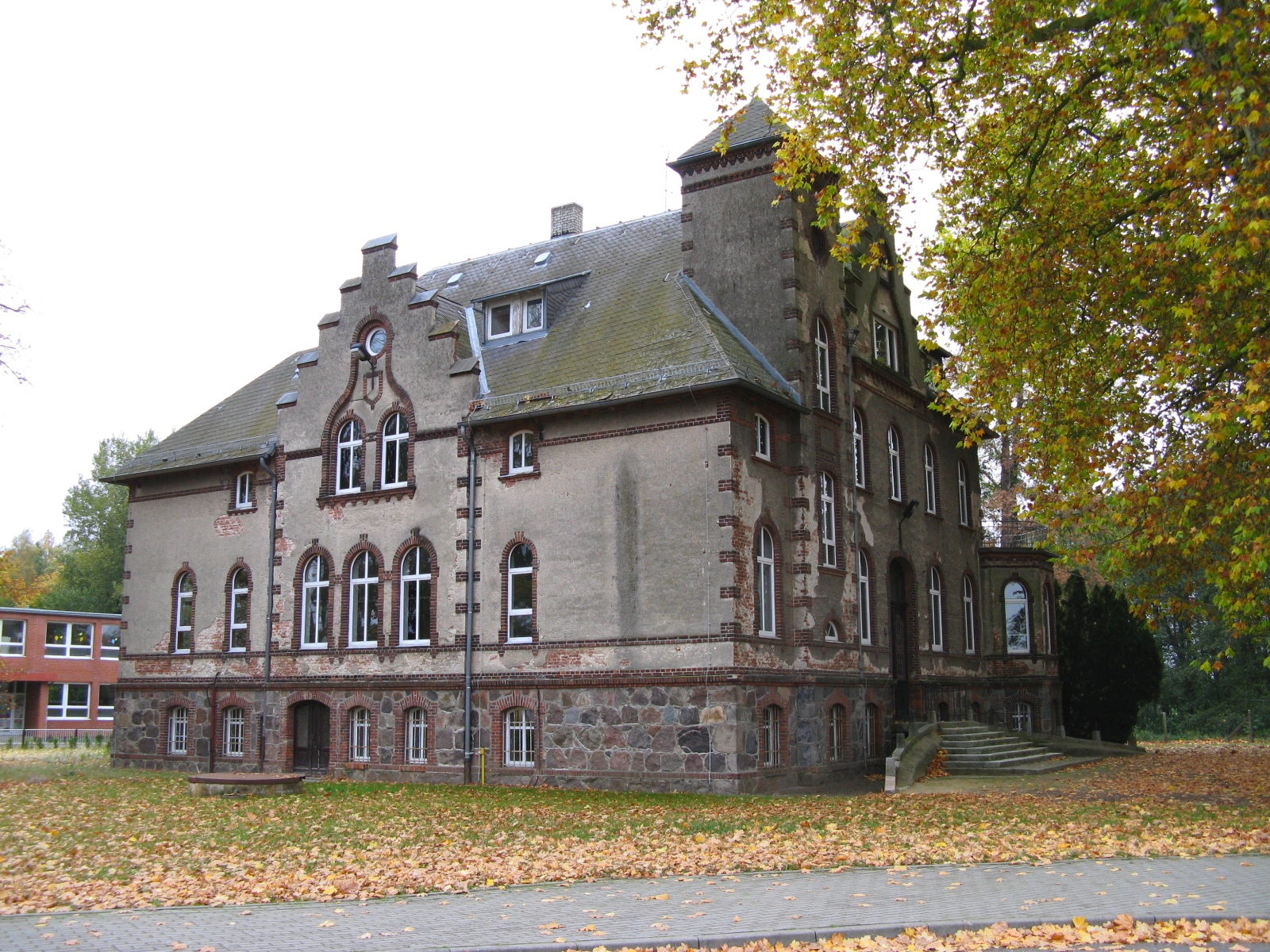
Philippshof

#### Stellung der Familie

Familienbild, Gut Retzin (1873)

Zur Stellung der Familie heißt es im Codex diplomaticus Brandenburgensis (Mitte des 19. Jahrhunderts): „Was aber vorzüglich die hohe Stellung der Putlitzschen Familie unter dem Brandenburgischen Adel in unzweideutiger Weise zu erkennen giebt, ist theils der ihr seit der ältesten Zeit beständig eingeräumte Vorrang vor den gewöhnlichen adlichen Geschlechtern, … welche sie den fürstlichen und reichsgräflichen Personen gleichstellten und dem gewöhnlichen Adel entschieden überhoben.“
Bei dieser herausgehobenen Stellung musste es die Familie belassen. Schon im 12. Jahrhundert war der Versuch gescheitert, eine längere reichsunmittelbare Herrschaft zu begründen, die Familie blieb lehnsabhängig. Wenn auch das Privileg des Erbmarschalls der Kurmark Brandenburg seit der Verleihung im Jahr 1373 ununterbrochen zum Adelshaus gehörte und seit dem 28. Januar 1855 mit einem erblichen Sitz im Preußischen Herrenhaus bis zur Revolution 1918 verbunden war, gelangte – von zwei Bischöfen abgesehen – kein Familienmitglied „ganz nach oben“ in den höchsten Adel oder in die Spitzenämter von Staat, Kirche, Gesellschaft oder Kultur. Dass „sie ernstlich mit den Hohenzollern konkurriert hätten“, verweist Bernhard von Barsewisch „in das Reich der Legende“ (Vorwort zu Mein Heim). Allerdings haben die Hohenzollern die gegenüber dem übrigen ritterschaftlichen Adel etwas herausgehobene Stellung der Familie durch Anerkennung der Berechtigung zur Führung des Titels Gans Edle Herren zu Putlitz bereits am 28. August 1719, ferner erneut am 4. März 1746 und am 1. April 1776 anerkannt.
Gemäß Codex diplomaticus … gab es einen Jahrhunderte währenden, schleichenden Machtverfall der Familie, deren finanzielle Mittel spätestens nach dem Dreißigjährigen Krieg für eine „glänzende, beinahe fürstliche Hofhaltung“ nicht mehr ausgereicht hätten. Viele „bloß rittermäßige“ Familien der Mark seien bald an Einkünften und Besitzungen reicher gewesen, als das „alte edle Geschlecht“. Allein das „Prädicat Edle“ sei ihnen letztlich geblieben, auch „im Style der landesherrlichen Canzley“, in der gewöhnliche Adlige als „Veste“ tituliert wurden („Veste“ war beispielsweise in Gebrauch in Titularwendungen wie „veste hochgestellte Herren“).
Die Familienmitglieder betätigten sich in den unterschiedlichsten Ämtern und Berufsgruppen. Bischöfe (in Schwerin und Havelberg), Kurfürstliche Räte, Gerichtsräte, Landeshauptleute, Schriftsteller, Schauspielerinnen, Intendanten, Ärzte und Architekten gehörten beispielsweise dazu. Im Vergleich zu anderen Adelsfamilien bekleideten die Herren Gans zu Putlitz seit dem 18. Jahrhundert nur noch wenige öffentliche Ämter und auch die militärische Laufbahn schlugen sie vergleichsweise selten ein; ihre Orientierung galt zunehmend dem künstlerisch-literarischen und vereinzelt dem wissenschaftlichen Bereich. Nicht nur die „Edlen Herren“, sondern auch die „Edlen Frauen“ wie Elisabeth zu Putlitz (genannt „Lita“, 1862–1935) betätigten sich literarisch und künstlerisch.
Der Anhang dieses Artikels geht anhand von Einzelheiten wie Straßenbenennungen auf einige Familienmitglieder und ihre Tätigkeit näher ein.

### „Raubritter“ Kaspar Gans zu Putlitz
Der folgende Teil beschäftigt sich mit Kaspar Gans zu Putlitz, der im 14./15. Jahrhundert lebte und dem Bedeutung im Hinblick auf die geschichtswissenschaftliche Diskussion um den Begriff Raubritter zugeschrieben werden kann. Die Preußen-Chronik führt über Kaspar Gans und Angehörige von weiteren berühmten wie auch berüchtigten märkischen Adelsgeschlechtern für das Jahr 1397 den Eintrag:

„Raubritter unter der Führung der Herren Putlitz, Bredow, Quitzow und Rochow überfallen Städte und Dörfer, rauben Vieh von den Weiden, morden, schänden und brandschatzen und lassen das Fehdewesen ungehemmt sich ausbreiten.“

Der erst im 18. Jahrhundert geprägte Begriff des Raubritters ist umstritten und nicht klar von der restlichen Ritterschaft abzugrenzen. Das Austragen von Fehden war stets Teil der ritterlichen Lebensweise gewesen und wurde der waffenberechtigten Bevölkerung in großen Teilen des mittelalterlichen Europas sogar lange Zeit rechtlich zugesichert. Auch das Ausplündern der gegnerischen Ländereien kam bereits bei frühmittelalterlichen Fehden vor. Ähnlich verhält es sich mit den Überfällen sogenannter Raubritter des Spätmittelalters auf reisende Händler.
Nicht nur jüngere Arbeiten, wie die des Historikers Klaus Graf, weisen auf diesen Tatbestand hin. Schon der Schriftsteller Theodor Fontane stellte in den Wanderungen durch die Mark Brandenburg an der Darstellung des Kaspar Gans zu Putlitz die Bewertung „Raubritter“ in Frage und kam entgegen der modernen Preußen-Chronik bereits 1889 zu einer differenzierten Beurteilung.

#### Begriffliche Differenzierung bei Fontane

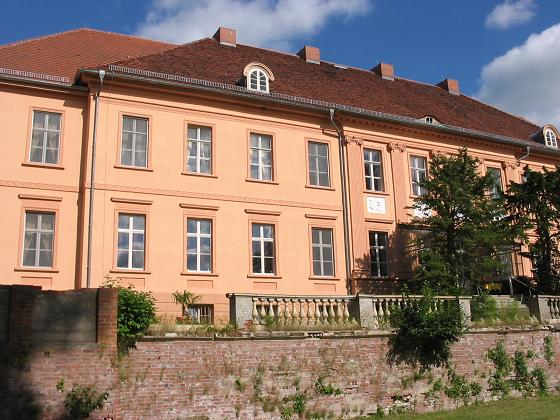
Quitzow-Schloss in Rühstädt

Kaspar Gans war seit seiner Jugend eng befreundet mit Johann von Quitzow aus dem anderen bedeutenden Prignitzer Adelsgeschlecht von Quitzow (2004 restauriertes Schloss in Rühstädt), mit deren Namen das angebliche Raubrittertum besonders verbunden ist.
Die Gewalttaten und Räubereien sind historisch eindeutig belegt. Allerdings fanden sie – bezogen auf das Brandenburger Raubrittertum – in der instabilen Übergangszeit zwischen dem Ende der rund 170-jährigen askanischen Herrschaft in der Mark Brandenburg 1320 und der Machtübernahme der Hohenzollern im Jahr 1415 statt. Selbst der Konvent im Lehniner Zisterzienserkloster galt zu dieser Zeit vorübergehend als „verderbte Räuberbande“ (siehe dort). Die begriffliche Etikettierung verschiedener Adelsfamilien als „Raubritter“ oder teilweise auch als „Rebellen“ greift zu kurz und verstellt letztlich den Blick auf die historischen Zusammenhänge.
Fontane kommt unter Anlehnung an Georg Wilhelm von Raumer zu dem Ergebnis, dass die Stigmatisierung letztlich auf „eine trübe und parteiische Quelle“ zurückgeht, und zwar auf die zeitgenössischen Darstellungen des Engelbert Wusterwitz. Der Brandenburger Geistliche urteilte zu einer Zeit, als „die Fehde zwischen dem Kurfürsten und beiden Quitzows noch in vollem Gange war. Wahrscheinlich würde seine Erzählung anders lauten, wenn er dieselbe, nach der im Jahre 1421 erfolgten Aussöhnung des Kurfürsten“ mit den sogenannten Raubrittern geschrieben hätte.
Soweit sie Aussagen zu Brandenburg trafen, bezogen sich in der Folge sämtliche Verfechter der Raubritterthese direkt oder indirekt auf diese eine Quelle. Dem Historiker und Herausgeber der monumentalen Quellensammlung Codex Diplomaticus Brandenburgensis, Adolph Friedrich Johann Riedel, wirft Fontane vor: „Er übersieht des Weiteren, daß die Kriegsführung der Mecklenburger und Pommernherzöge, vor allem die des Magdeburger Erzbischofs, um kein Haar breit anders war, als die der Quitzows und ihres Anhangs … und sich … direkt der Quitzowschen Kriegsführungsnormen, also, wenn man so will, des Räuberstils bedienten.“
Nach der Stabilisierung der sozialen und politischen Verhältnisse durch die Hohenzollern kam es sehr schnell zu einer Aussöhnung zwischen dem abtrünnigen Prignitzer Adel und der Landesherrschaft. Schon 1416, ein Jahr nach dem Machtantritt von Friedrich I., machte Hans von Quitzow seinen Frieden mit dem Kurfürsten und erhielt die verstreuten Familienbesitzungen zurück. Diese Art der Aussöhnung aufgrund veränderter politischer Verhältnisse dürfte zwischen gewöhnlicher Kriminalität, die der Begriff Raubritter suggeriert, und Landesherrschaft kaum möglich sein.

#### Eroberung von Ketzer-Angermünde

Prignitz und Uckermark

Wie Fontane schreibt, war Kaspar Gans dem Hans Quitzow bei der Aussöhnung „um einige Monate zuvorgekommen und genoß des Vorzuges, diese seine verwandelte Gesinnung in einer am 25. März 1420 stattfindenden Aktion gegen die Pommern glänzend bestätigen zu können,“ bei der er den eingeschlossenen Kurfürsten aus bedrohlicher Lage befreite. Wie oft zuvor kämpften Kaspar Gans zu Putlitz und Hans von Quitzow auch in diesem Gefecht und bei der Eroberung der damals sogenannten Stadt Ketzer-Angermünde (Angermünde) in der Uckermark gemeinsam. Laut Fontane kann der Kampf um Ketzer-Angermünde „als der Rehabilitierungs- und erste Loyalitätsakt des bis dahin frondierenden märkischen Adels betrachtet werden …“
Held dieser Schlacht war Kaspar Gans, dessen Tat eine zeitgenössische pommersche Ballade festhielt, die Fontane den literarischen Volksepen der englisch-schottischen Percy- und Douglasballaden gleichstellt.

#### Ballade der zischenden Gans
In diesem Lied von der Eroberung von Ketzer-Angermünde aus unbekannter Quelle heißt es über Kaspar Gans unter anderem (wiedergegeben nach Fontane, Auszug):

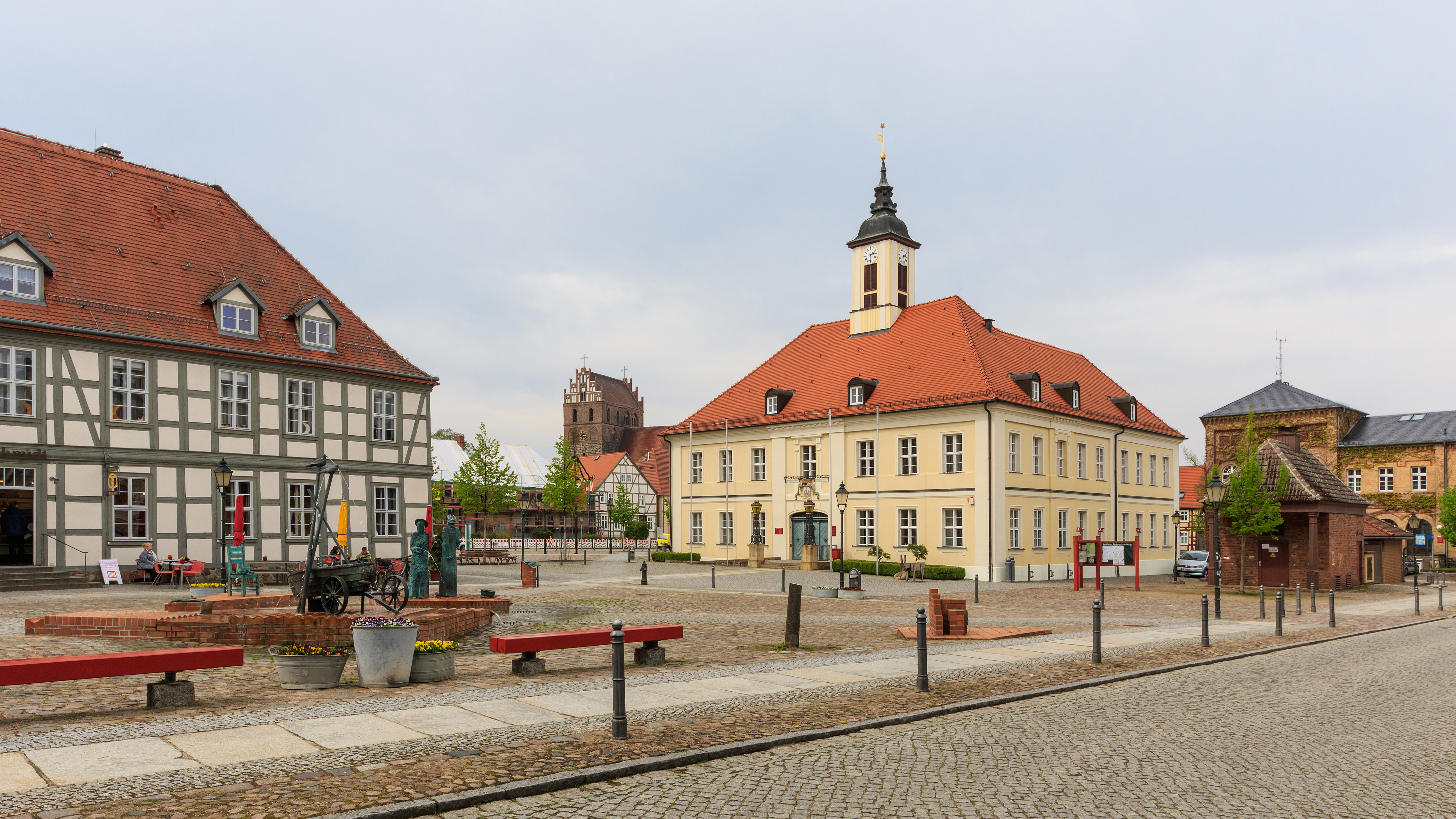
Marktplatz in Angermünde

Aber draußen hinter Wall und Graben,

Die Märkischen sich schon gesammelt haben,

Vierhundert Reiter und Knechte;

Die Gans von Putlitz führet sie,

Zischend, auf daß sie fechte.

Die Gans, der wollt’ es nicht behagen,

Sie streckte zornig ihren Kragen,

Über die Pommern alle;

Da schwebte der märkische Adler hoch

Und die Greifen kamen zu Falle.

Die Gans aber wuchs in Grimme noch,

Sie schlug mit den Flügeln ein Brescheloch

Und da stand sie nun zwischen den Steinen,

Und als sie bis zum Markte kam,

waren sie zehn gegen einen.

Da gingen die Schwerter die Klinker da Klang,

Herr Detleff Schwerin mit dem Putlitz rang

Und wollte den Preis erwerben;

Da mußte Herr Detleff von Schwerin

Für seinen Erbherren sterben.
Bemerkenswert ist, dass das Frauen- und Hauskloster der Edlen Herren den 1404 gefangenen Kaspar Gans auslöste und dafür dem Mecklenburger Herzog 65 Mark lübeckischer Pfennige vorstreckte. Der 1430 verstorbene Kaspar Gans fand im Havelberger Dom die letzte Ruhestätte.
Zur Zeit Fontanes hing nach Darstellung des Dichters an einem Dompfeiler ein Schild mit der gekrönten Gans und der einfachen Inschrift: »Herr Jaspar Gans von Potlist«.

### Weitere Personen

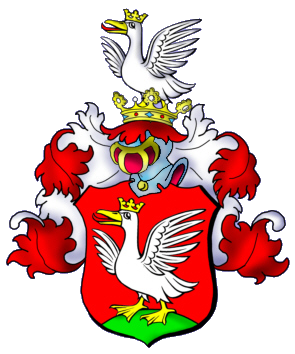
Wappen der Gans zu Putlitz

Wappen der Gans zu Putlitz auf einem Epitaph in der Zisterzienserabtei Pforta

- Johann Gans von Putlitz, im Jahre 1317 Domherr von Schwerin
- Wedigo Gans von Putlitz (vor 1438–1487), Bischof von Havelberg
- Adam Gans Edler zu Putlitz (ca. 1562–1621), kurpfälzischer Diplomat, 1609–1613 Statthalter der Mark Brandenburg.
- Wedigo Reimar Gans zu Putlitz (1567–1626), brandenburgischer Staatsrat
- Adrian Friedrich Gans zu Putlitz (1735–1805), preußischer Generalmajor
- Ludwig Gans zu Putlitz (1750–1828), preußischer Generalleutnant
- Carl Theodor Gans zu Putlitz (1788–1848), Mitglied der Frankfurter Nationalversammlung
- Albert[6] Eduard Gans zu Putlitz (1789–1881), preußischer Gutsbesitzer, Offizier und Politiker
  - Gustav Gans zu Putlitz (1821–1890), deutscher Gutsbesitzer, Schriftsteller, Theaterintendant und Politiker
    - Stephan Gans zu Putlitz (1854–1883), deutscher Volkswirt und Schriftsteller
    - Konrad Gans zu Putlitz (1855–1924), deutscher Gutsbesitzer und Politiker
      - Stephan zu Putlitz (1885–1951), auf Groß Pankow, kgl. preuß. Kammerherr, Erbmarschall, Stiftshauptmann zu Heiligengrabe
      - Waldemar zu Putlitz (1888–1945), auf Groß Pankow
        - Gisbert zu Putlitz (* 1931), Erbe von Groß Pankow, deutscher Physiker, Hochschullehrer und Wissenschaftsmanager, Gründer des Förderkreises Stift Marienfließ[7]

    - Wolfgang Gans Edler Herr zu Putlitz (1857–1931), deutscher Gutsbesitzer und Politiker, MdR
    - Joachim Gans zu Putlitz (1860–1922), kgl. württ. Kammerherr und Generalintendant des kgl. württ. Hoftheaters, Präsident des Deutschen Bühnenvereins[8]
    - Lita zu Putlitz (1862–1935), deutsche Schriftstellerin

  - Eugen Gans zu Putlitz (1832–1893), deutscher Gutsbesitzer in Burghof-Pulitz u. Laaske, Unternehmer und Politiker
    - Walter Gans zu Putlitz (1873–1937), auf Laaske, Putlitz-Burghof, Gr.- u. Kl. Langerwisch
      - Wolfgang Gans Edler Herr zu Putlitz (1899–1975), deutscher Diplomat
      - Gebhard Gans zu Putlitz (1901–1948), auf Putlitz-Burghof, in der Haft in Bautzen verstorben
- Julius Gans zu Putlitz (1814–1891), preußischer Generalmajor
- Hermann Gans zu Putlitz (1816–1888), deutscher Gutsbesitzer und Politiker
- Albert Gans zu Putlitz (1821–1859), auf Putlitz-Philippshof 
  - Gebhard Gans zu Putlitz (1849–1916), Erbmarschall, Mitglied des Preußischen Herrenhauses, auf Putlitz-Philippshof
  - Wedigo Gans zu Putlitz (1850–1909), auf Wolfshagen; Bruder des Vorgenannten
- Erich zu Putlitz (1892–1945), deutscher Architekt

## Wappen
Das Stammwappen zeigt in Rot auf grünem Dreiberg eine gekrönte Gans mit goldenem Halskreuz. Auf dem Helm mit rot-silbernen Decken steht das Schildbild zwischen zwei geharnischten Armen, die eine goldene Blätterkrone emporhalten.

## Anhang mit Einzelaspekten
Soweit sie von allgemeinerem Interesse sein könnten, geht der Anhang auf einige Familienmitglieder im Zusammenhang mit „Putlitzstraßen“ und dem Steintor Wittenberge näher ein; ein Abschnitt über den nationalsozialistischen Architekten Erich zu Putlitz rundet die historischen Darstellungen ab.

### Steintor Wittenberge
Das Steintor, eines der Wahrzeichen von Wittenberge, findet eine erste Erwähnung im Jahr 1297 im Zusammenhang mit einem Bericht über einen Angriff durch Ritter aus Mecklenburg. Diese überraschten angeblich Otto I. Gans zu Putlitz im Bade und entführten den Stadtherren. Bei diesem Angriff brannte das Steintor ab. Um 1450 kam es zum Wiederaufbau des Tores, das bis heute überdauert hat und das älteste Gebäude der Stadt ist.

### Familie im Nationalsozialismus, zwei Beispiele
Über die politische Orientierung und Tätigkeit der Familie in der Zeit des Nationalsozialismus ist Genaueres über den Hamburger Architekten Erich Wilhelm Julius Freiherr Gans Edler Herr zu Putlitz, kurz Erich zu Putlitz (1892–1945) bekannt, der Mitglied der Reichskulturkammer und der NSDAP war. Unklar ist, ob Putlitz, der mit seinen Bauten schon vor 1933 einen monumentalen Stil pflegte, persönliche Schuld auf sich geladen hat. Seine Bauten passten in die Zeit, beispielsweise die „heroische“ Reichsakademie für Jugendführung in Braunschweig von 1937 (heute Braunschweig-Kolleg).
Das Internet Projekt Vernetztes Gedächtnis der Stadt Braunschweig schreibt: „Der Architekt von Putlitz formulierte … kein neues nationalsozialistisches Vokabular für das Gebäude der Akademie, sondern setzte für seinen Bau Elemente der vorhandenen Formensprache ein und präsentierte die Vorstellung einer strengen Ordnung, die Vergangenes in die Moderne integriert.“ Das Hamburgische Architekturarchiv kommt nach der Feststellung, dass Putlitz für die Großbauten Material aus Konzentrationslagern verwendet haben muss, zu dem Ergebnis: „Ob Putlitz die Verhältnisse in den Konzentrationslagern kannte, wissen wir nicht. Er war Mitglied der NSDAP … und beteiligte sich bevorzugt an Wettbewerben für Staats- und Parteibauten. Das legt eine Affinität zum Nationalsozialismus nahe, sagt aber nichts über persönliche Schuld aus.“ Putlitz starb 1945 noch vor dem Zusammenbruch der Hitler-Diktatur und der Entnazifizierung.
Der Diplomat und Botschafter in Den Haag, Wolfgang Gans Edler Herr zu Putlitz, musste dagegen 1939 Holland fluchtartig verlassen, da ihm die Verhaftung durch die Gestapo drohte. Er fand Asyl in England, nachdem hochgestellte Freunde in der englischen Botschaft seine Flucht per Flugzeug ermöglicht hatten. Nach einer Odyssee über Jamaika fand er schließlich nach mehreren vergeblichen Anläufen Asyl in den USA. Er verließ diese jedoch bald wieder und wurde 1952 Staatsbürger der DDR.

### Putlitzstraßen in Karlsruhe und Berlin
Putlitzstraßen gibt es naturgemäß in der Umgebung der Stadt Putlitz wie beispielsweise in Wittenberge. Aber auch in Karlsruhe und Berlin tragen Straßen den Namen der märkischen Adelsfamilie.

#### Karlsruhe: Gustav zu Putlitz

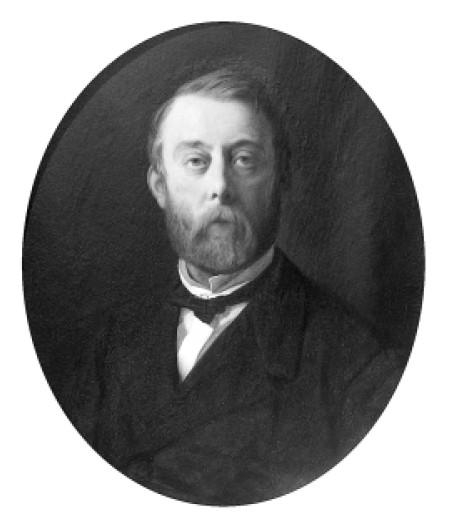
Gustav zu Putlitz (Theodor Schloepke, 1867)

Die Karlsruher Putlitzstraße erinnert seit 1897 an den Rittergutsbesitzer und Theaterdirektor Gustav Heinrich Gans Edler Herr zu Putlitz. Gustav Gans machte sich auch als Theaterschriftsteller einen Namen, wobei er eine besondere Vorliebe für Komödien entwickelte. Von 1873 bis 1889 war er Generalintendant des Großherzoglich-Badischen Hoftheaters in Karlsruhe. Neben Gustav Gans gab es mit seinem Sohn Joachim Gans Edler Herr zu Putlitz (* 1860 in Retzin; † 1922) einen weiteren bekannten Intendanten am Stuttgarter Hoftheater. Als Archivale des Monats Juni – August 2005 stellte das Landesarchiv Baden-Württemberg den Titel Im neuen Haus leb’ fort der alte Geist! Das Stuttgarter Hoftheater in der Ära des Intendanten Putlitz heraus.

#### Märchenbücher
Gustav Gans war ferner Präsident des deutschen Bühnenvereins und schrieb in der zweiten Hälfte des 19. Jahrhunderts viel gelesene Märchenbücher sowie seine Kindheits- und Jugenderinnerungen in der Prignitz unter dem Titel Mein Heim (siehe Literatur). Seine heute vergessenen, frühen Märchenbücher wie Was sich der Wald erzählt oder Vergißmeinnicht erlebten im Jahr 1900 ihre 50. (!) Auflage. Der rege briefliche Austausch, den er mit Schriftstellerkollegen wie Paul Heyse und Willibald Alexis führte, ist zum größten Teil zerstört worden. Verheiratet war Gustav Gans mit Elisabeth zu Putlitz, einer geborenen Gräfin Königsmarck aus einem weiteren großen märkischen Adelsgeschlecht, die 1894 ein dreibändiges Lebensbild ihres Mannes herausgab, das sie weitgehend aus Briefen zusammenstellte. Gemeinsame Tochter war die oben erwähnte Lita, die sich gleichfalls schriftstellerisch betätigte (Aus dem Bildersaal meines Lebens 1862–1931, Leipzig 1931).

#### Berlin: Putlitz neben Quitzow
Nach Angaben der gedruckten Ausgabe 1998 des Lexikons aller Berliner Straßennamen könnte auch die Berliner Putlitzstraße im Ortsteil Moabit auf den Karlsruher Theaterdirektor zurückgehen, da die Benennung 1891 in dessen Todesjahr erfolgte – jedoch ein halbes Jahr vor seinem Tod, am 17. März 1891. Allerdings findet sich dieser Hinweis in neueren Fassungen des Straßennamenlexikons nicht mehr. Hier wird die Putlitzstraße allgemeiner dem gesamten Adelsgeschlecht und ihrem Stammsitz Putlitz zugeordnet. Für diese Version spricht, dass die Straße zwischen Birkenstraße und Quitzowstraße verläuft, die am selben Tag nach dem anderen großen Adelsgeschlecht der Prignitz, den Quitzows, beziehungsweise nach dem gleichnamigen Ort benannt wurde. Da auch die Havelberger, Perleberger und Wilsnacker Straße (sowie Rathenower Straße) in unmittelbarer Nähe liegen, dürfte die Intention der Namensgebung einiger Straßenzüge dieses Stadtviertels in der allgemeinen Darstellung der Prignitz und ihrer Städte gelegen haben – was die gleichzeitige Zuordnung auch zu Gustav Gans allerdings nicht zwingend ausschließt.

## Quellenhinweis, Museen, Radtour

„Gänse-Tour“, gekrönte Gans als Logo